# The Pros and Cons of Hitch Hiking (skladba)
„The Pros and Cons of Hitch Hiking“ je první singl britského baskytaristy a zpěváka Rogera Waterse, který je známý především jako člen skupiny Pink Floyd. Singl byl vydán na jaře 1984 (viz 1984 v hudbě).
Singl „The Pros and Cons of Hitch Hiking“ pochází ze stejnojmenného alba, první sólové Watersovy desky, která vyšla přibližně o měsíc později. Singl byl vydán ve dvou verzích, jako standardní malá SP deska a jako EP s dvěma skladbami navíc.
SP obsahuje kromě titulní písně i úvodní skladbu alba „Apparently They Were Travelling Abroad“. Na EP se dále ještě nachází skladba „Running Shoes“ a prodloužená verze písně „The Pros and Cons of Hitch Hiking“ se saxofonem a odlišným kytarovým sólem.

## Seznam skladeb

### 7" verze
1. „5:01 AM (The Pros And Cons Of Hitch Hiking)“ (Waters) – 4:36
2. „4:30 AM (Apparently They Were Travelling Abroad)“ (Waters) – 3:12

### 12" verze
1. „5:01 AM (The Pros And Cons Of Hitch Hiking)“ (Waters) – 4:36
2. „4:30 AM (Apparently They Were Travelling Abroad)“ (Waters) – 3:12
3. „4:33 AM (Running Shoes)“ (Waters) – 4:08
4. „5:01 AM (The Pros And Cons Of Hitch Hiking)“ (Waters) – 5:23